# '84 MBC 서울국제가요제
《'84 MBC 서울국제가요제》는 1984년 문화방송(MBC)과 경향신문이 대한민국의 서울에서 공동 주최한 가요제다. 입상곡들은 지구레코드를 통해 실황녹음 음반으로서 발매되었다.

## 개요
- 개최일시 : 1984년 5월 26일
- 개최장소 : 세종문화회관 대강당
- MC : 차인태, 이미영
- 초청가수 : 보니 엠

## 대회 참가가수 명단
1. 앤디킴 - You Are (캐나다)
2. 돌리 도츠 - Don't Give Up (네덜란드)
3. 마츠자키 시게루 - I Gave You My Love (일본)
4. 크리스티앙 올 (프랑스)
5. 발레리오 리보니 (이탈리아)
6. 마치 (페루)
7. 나네트 인벤토리 (필리핀)
8. 안 로질린 후세인 (싱가포르)
9. 마리엘리아 파레 (스위스)
10. 자키코플랜드 (영국)
11. 프랜 골드(미국)
12. 린다와 빅키주마 (미국)
13. 카린 소머 (서독)
14. 진보라 - 바람아 구름아 (한국)
15. 방미 - 바람새 (한국)
16. 최유나 - 나는 우체통 (한국)

## 음반 트랙 목록
다음 곡 목록은  LP 기준이다.
Disk One / Side one
1. "Not This Way 이런식으론 안돼요 (스위스 · Mariella Farre)" (미상 작사 / 미상 작곡) - 대상 수상
2. "France My Land 나의 조국 프랑스 (프랑스 · Christian Holl)" (미상 작사 / 미상 작곡) - 은상 수상
3. "Wind Bird 바람새 (한국 · 방미)" (김영민 작사 / 민재홍 작곡) - 빌보드 특별상 수상
4. "Riding on The Wings of Love 사랑의 날개를 타고 (미국 · Franne Golde)" (미상 작사 / 미상 작곡) - 동상 수상
5. "You Are 당신이예요 (캐나다 · Andy Kim)" (미상 작사 / 미상 작곡) - 특별상 수상
6. "Dancing to The Beat of My heart 내가슴 고동소리에 맞춰 춤춰요 (영국 · Jacqui Copeland)" (미상 작사 / 미상 작곡)

Disk One / Side two
1. "I Feel Like Crying 울고 싶어요 (네덜란드 · Guys & Dolls)" (미상 작사 / 미상 작곡) - 금상 수상
2. "You Will Live 그대는 살아있으리 (페루 · Mache)" (미상 작사 / 미상 작곡) '- 은상 수상
3. "Oh Wind, Oh Cloud 바람아 구름아 (한국 · 진보라)" (손정우 작사 / 손정우 작곡)
4. "If Women Go On Strike 여자들이 스트라이크를 일으킨다면 (독일 · Karin Sommer)" (미상 작사 / 미상 작곡) - 동상 수상
5. "I Beg You, Anne 부탁이야 앤 (이탈리아 · Valerio Liboni)" (미상 작사 / 미상 작곡) - 동상 수상
6. "Poison Sugar 달콤한 독약 (미국 · Duet Sis)" (미상 작사 / 미상 작곡)

## 같이 보기
- MBC 서울국제가요제